# Wiesława Roszkowska-Jakimiec
Wiesława Roszkowska-Jakimiec – polska naukowiec, chemik, doktor habilitowany nauk medycznych.

## Życiorys
W 1977 ukończyła studia chemiczne w Filii Uniwersytetu Warszawskiego w Białymstoku. Zaraz po studiach rozpoczęła pracę na Akademii Medycznej w Białymstoku. W 1983 pod kierunkiem dra hab. Krzysztofa Worowskiego z Zakładu Chemii Analitycznej obroniła pracę doktorską Połączenia kompleksowe białek zasadowych z polianionami, uzyskując stopień naukowy doktora nauk przyrodniczych. W 2008 na podstawie osiągnięć naukowych i złożonej rozprawy Peptydowy inhibitor katepsyny D z łupin nasion wyki siewnej uzyskała stopień naukowy doktora habilitowanego nauk medycznych.
Pełni funkcję kierownika Zakładu Analizy Instrumentalnej UMB.